# 中式牛柳
中式牛柳（英語： 或 ）是一道香港小菜，這道菜醬汁酸甜，牛肉口感嫩滑，特點是採用中式的烹調手法，並結合西方的醬料烹調而成，當中的喼汁和HP醬是源自英國，因此被認為是將西餐的「西冷牛柳」改以中式（Chinese-style）烹調手法而產生的菜式，這種糅合中西料理的菜式，也體現出香港中西文化匯聚的特色。使用相同醬汁和烹調方法，只需將食材之中的牛肉改為豬肉，便成為「中式豬扒」（ ）。除了中式牛柳之外，港式西餐的瑞士雞翼、焗豬扒飯和鐵板餐等食品同樣受大眾歡迎。但由於中式牛柳在醃漬和烹調時用上較多調味料，可能會超出世界衞生組織每日糖分建議攝取量。

## 做法
中式牛柳主要是透過把牛筋切除，只保留牛柳以鬆肉粉醃製達至嫩滑口感，也可改以蛋清醃製。醬汁則是結合蕃茄醬或番茄沙司、喼汁、HP醬、生抽、糖、鹽等調味料而成。與西式的「西冷牛柳」一般煎到七八分熟不同，中式牛柳一般煎至九分熟以上。上桌前再覆上大量爆香過的洋蔥絲 ，香氣馥郁。